# Walter Tollmien
Walter Tollmien (13 octobre 1900 - 25 novembre 1968) est un ingénieur mécanicien des fluides allemand.

## Biographie
Après des études à l'Université de Göttingen il passe sa thèse sous la direction de Ludwig Prandtl en 1924. Il est ensuite recruté comme assistant par celui-ci à la Société Kaiser-Wilhelm pour la mécanique des fluides à Göttingen. C'est durant cette période qu'il mettra en évidence théoriquement les ondes de Tollmien-Schlichting résultant de l'instabilité linéaire d'un écoulement,.
De 1930 à 1933 il accompagne Prandtl au laboratoire d'aéronautique Guggenheim du California Institute of Technology (GALCIT), alors dirigé par Theodore von Kármán.
Le retour en Allemagne est difficile et il doit attendre 1934 pour obtenir un poste à la Société Kaiser-Wilhelm. En 1935 il travaille à l'Université de Göttingen, puis, en 1937, 
à l'Université technique de Dresde qui sera totalement détruite en 1945.
De 1946 à 1947 il va au Royal Aircraft Establishment à Farnborough. Il retrouve ensuite la Société Kaiser-Wilhelm à Göttingen comme chef de département dans cet institut. Après le départ d'Albert Betz en 1957 il devient directeur de cet institut devenu en 1948 Société Max-Planck pour la mécanique des fluides.